# Bezirksmuseum Buchen
Het Bezirksmuseum Buchen is een museum in Buchen in het noorden van de Duitse deelstaat Baden-Württemberg. Het is een streekmuseum dat daarnaast ingaat op de geschiedenis van de Ambtskellerei (wijnmakerij) uit 1493, kunstenaars uit de regio, de componist Joseph Martin Kraus en muziekinstrumenten.

## Geschiedenis en collectie
Het museum is gevestigd in twee panden die ingeklemd liggen tussen de Kellereistraße en de Haagstraße. Het oudste pand, de voormalige wijnmakerij (Amtskellerei) van het Keurvorstendom Mainz, werd gebouwd in 1493. De oprichting van het museum vond plaats in 1911. Tijdens het honderdjarige jubileum in 2011 werd de presentatie in het museum grondig vernieuwd.

### Ambtskellerei

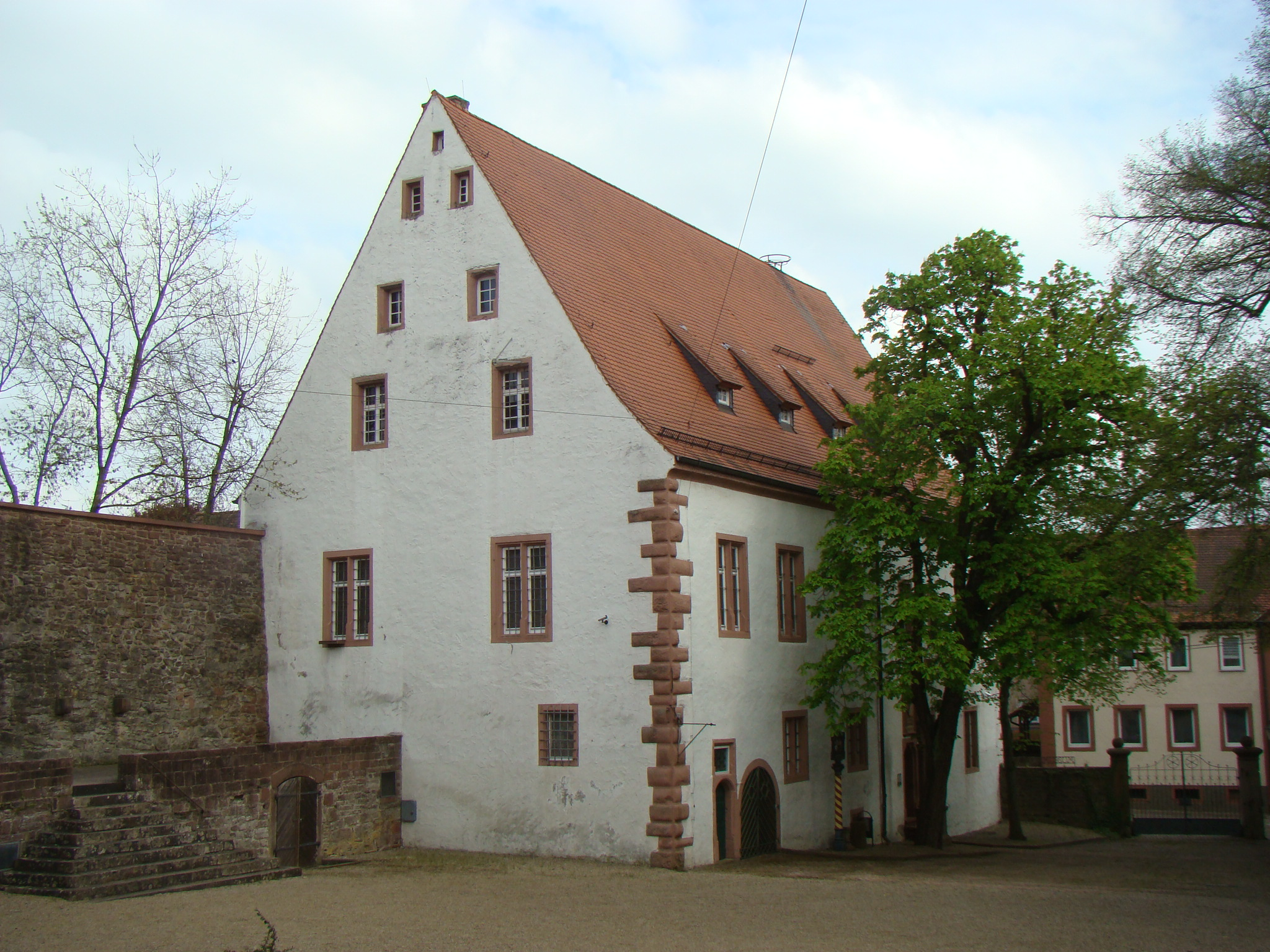
De voormalige wijnmakerij, 1493

Er wordt ingegaan op de cultuur en geschiedenis van de streek rondom Buchen, zoals de eerste nederzettingen en de geschiedenis van het oude pand waar een eeuwenlang een wijnmakerij was gevestigd. Textiel, huisraad en andere voormalige eigendommen van boeren en burgers geven een beeld van de vroegere wooncultuur in deze regio.
Op de eerste verdieping zijn grafieken en schilderijen van de schilderskolonie van Hollerbach te zien, vroeger een dorp en nu een stadsdeel van Buchen. Verder worden werken getoond van in Buchen geboren kunstschilders als Wilhelm Emelé (1830-1905) en Ludwig Schwerin (1897-1983).

### Trunzerhaus

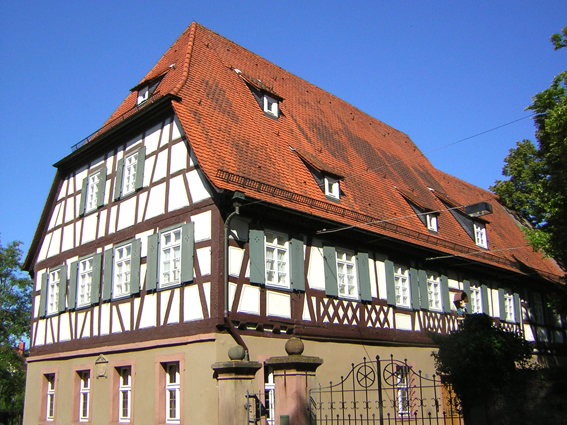
Het Trunzerhaus, het voormalige woonhuis van Joseph Martin Kraus

Het andere pand, het Trunzerhaus, toont de ambacht van het pottenbakken en steenbakkerij, andere stukken die op de geschiedenis en economie van Buchen ingaan en de geschiedenis van de vrijwillige brandweer. Ook is er een Spraakkamer waar de bezoeker naar dialecten kan luisteren uit de stad en de directe omgeving. Verder is er een collectie te zien van de eerste fotograaf uit deze stad, Karl Weiß (1876-1956).
In het Trunzerhaus werd in 1992 een gedenkplaats ingericht aan het werk en leven van de componist Joseph Martin Kraus (1756-1792). Hij woonde en werkte hier voordat hij bekend werd als hofkapelmeester van Gustaaf III van Zweden. Er is een archief aangelegd met kopieën uit Zweedse archieven, zoals handschriften en andere documenten. Ook zijn er allerlei muziekhistorische boeken aanwezig en voormalige bezittingen van Kraus, zoals een zakhorloge, een portret uit 1783 van Antonio Pomarolli en een hofuniform. Ook is hier de internationale Joseph Martin Kraus-vereniging gevestigd.
De collectie is verder aangevuld met werken van Kraus' zus, de kunstschilderes Marianne Kraus, en met een muziekinstrumentenverzameling van de componist Hans Vleugels (1898-1978) en zijn zoon Hans Theodor (geboren 1931).